# Ingolf Lindau
Evert Ingolf Lindau, född 4 oktober 1942 i Växjö, är en svensk fysiker och professor emeritus vid både Lunds universitet och Stanford University i Kalifornien, USA. 

## Biografi
Lindau disputerade 1971 vid Chalmers tekniska högskola med sin avhandling om fotoemission. Efter disputationen började han arbeta på det Silicon Valley-baserade företaget Varian Associates i Palo Alto mellan 1971 och 1972, innan han började forska på Stanford University 1972. Under sin forskning blev han professor vid Stanford University 1980 för sin forskning inom elektroteknik och fotonfysik och vid Lunds universitet 1990 för sin forskning inom synkrotronljusfysik. 
Hans forskning har kretsat kring studier av elektroniska egenskaper hos halvledarytor och deras gränsskikt med hjälp av synkrotronljus. Han har dessutom varit med vid framställning och utveckling av instrument som används vid synkrotronljusanläggningar både i Lund (Max-lab) och Stanford (SLAC). 1991 efterträdde Lindau Bengt Forkman som föreståndare för Max-lab. Lindau blev 1995 invald som ledamot av Kung. Vetenskapsakademien.